# Intercessio
L'intercessio o ius intercessionis è un concetto giuridico della Roma antica che implica l'intervento di un soggetto in occasione di un atto compiuto da un altro soggetto, in genere un magistrato.

## Principi

### Magistrature paritarie
La prima forma  di manifestazione dello ius intercessionis lo si è avuto con il consolato, istituito nel 510 a.C. in cui ciascun console, in base al principio della par potestas, insito nella collegialità, aveva il potere di paralizzare gli effetti degli atti posti in essere dal collega. In base all'intercessio i poteri dei consoli si limitavano reciprocamente. Siccome il potere era reciproco, si doveva, per forza, trovare un modus vivendi che permettesse il superamento delle eventuali gravi divergenze.

### Altri casi
Si usò lo stesso concetto anche quando fu accordato ai tribuni della plebe il diritto di paralizzare l'efficacia degli atti  giudicati lesivi degli interessi della plebe.
Ugualmente si usò il termine intercessio anche quando le magistrature si articolarono con la creazione di nuove magistrature, come la dittatura (magistratura straordinaria, considerata di livello superiore a quella dei consoli) e una serie di magistrature di rango inferiore (pretura, edilità, questura). Il magistrato con una maior potestas aveva il potere di annullare gli atti del magistrato inferiore.
Il tribuno della plebe aveva una facoltà di intercessio nei confronti di tutti i magistrati, con la sola eccezione del dittatore, ma compreso i censori, nei confronti dei quali non vi era l'intercessio da parte dei consoli.

### Forme ed effetti dell'intercessio
L'intercessio esige l'intervento personale del magistrato. La sua presenza è necessaria: deve notificare lui stesso la sua opposizione all'autore dell'atto. Per questo motivo era vietato ai tribuni della plebe di passare la notte fuori Roma, perché poteva esservi in qualsiasi momento la necessità di fare appello al loro auxilium. 

## Tribuni della plebe
Nel 494 a.C. furono istituiti i Tribuni della plebe che erano dotati di un diritto di veto sospensivo con tro le leggi e i provvedimenti in genere che danneggiassero i diritti della plebe emessi da un qualsiasi magistrato, compresi altri tribuni della plebe.
Tale diritto fu regolato nel 449 a.C dalla Lex Valeria Horatia de tribunicia potestate.

### Intercessiocontro un senatus consultum
Il diritto di  intercessio veniva concesso a tutti i magistrati di rango uguale o superiore a quello di chi avanzava una proposta in senato.
Tale diritto spettava pure ai tribuni della plebe, che furono quelli che l'usarono più frequentemente. Dopo Silla non si ricordano casi in cui i consoli abbiano esercitato l'intercessio consolare. Storicamente i tribuni ottennero il diritto di usare l'intercessio ben prima di ottenere l'accesso al senato. Spesso ponevano il loro banco davanti alla porta del senato per essere in grado di presentare tempestivamente l'intercessio. Tale diritto si manifestava durante o immediatamente dopo il voto, e aveva l'effetto di togliere valore legale. Il provvedimento veniva conservato e riprendeva il valore di senatus consultum.
In pratica il magistrato faceva conoscere anticipatamente la sua intenzione di presentare l'intercessio. Da parte sua il proponente cercava di ottenere il ritiro dell'intercessio, e qualora non fosse riuscito poteva domandare al senato un voto di biasimo contro il magistrato che si opponeva alla misura conforme al bene pubblico.

## Il potere di intercessio di Augusto
Ad Augusto fu attribuita la tribunicia potestas di interporre l'intercessio. D'altra parte non essendo tribuno, non aveva l'obbligo di consultare i colleghi. Questa attribuzione del potere di paralizzare le decisioni di qualunque magistrato, fu uno dei punti di svolta dal regime repubblicano a quello monarchico dell'impero.